# Ivan Iosifovich Proskurov
Ivan Iosifovich Proskurov (tiếng Nga: Иван Иосифович Проскуров; 18 tháng 2 [lịch cũ 5 tháng 2] năm 1907 - 28 tháng 10 năm 1941) là một phi công và Anh hùng Liên Xô. Tuy nhiên, ông được biết đến nhiều nhất với tư cách là Cục trưởng tình báo quân sự, người đã cố gắng cảnh báo Stalin một cách vô vọng rằng Hồng quân đã thiếu chuẩn bị để bảo vệ Liên Xô chống lại một cuộc xâm lược của Đức - lời cảnh báo không được hoan nghênh mà dường như đã khiến ông phải trả giá bằng mạng sống của mình.

## Sự nghiệp ban đầu
Là con trai của một công nhân đường sắt, đến từ vùng Zaporizhia của Ukraina, ông được đào tạo tại Học viện Cơ khí hóa và Điện khí hóa Nông nghiệp Kharkov và làm công nhân nông trại tại ngôi làng trên Dnepr, và sau đó là công nhân nhà máy, và gia nhập Đảng Cộng sản năm 1927. Ông gia nhập Hồng quân năm 1931, và được đào tạo tại trường Stalingrad dành cho các phi công quân sự vào năm 1931-1933.. Sau khi tốt nghiệp, ông trở thành một huấn luyện viên bay. Năm 1936, ông thực hiện chuyến bay kỷ lục đến Khabarovsk, ở Viễn Đông, trong 54 giờ và 13 phút, để giao một kỹ sư và phụ tùng cho phi công nổi tiếng của Liên Xô, Valery Chkalov, người đã làm hỏng máy bay trong một vụ tai nạn.
Tháng 9 năm 1936, ông được bí mật cử đến Tây Ban Nha để hỗ trợ phe cộng hòa trong Nội chiến Tây Ban Nha. Từ tháng 2 năm 1937, ông là chỉ huy của Phi đoàn ném bom số 1, trong quá trình bảo vệ Madrid, nhưng được triệu hồi về Moskva ngay sau khi máy bay Liên Xô đánh chìm một thiết giáp hạm Đức ngoài khơi Ibiza, giết chết 31 thủy thủ Đức và kích động Hitler trả đũa bằng cách ném bom Almería.
Khi trở về, ông thăng tiến cấp bậc nhanh chóng, khi các sĩ quan cấp bậc cao hơn bị tiêu diệt trong cuộc Đại thanh trừng. Năm 1938, ông được bổ nhiệm làm người đứng đầu Binh đoàn Hàng không Đặc biệt thứ hai ở Mặt trận Viễn Đông.

## Cục trưởng Cục Tình báo Quân đội
Proskurov được bổ nhiệm làm người đứng đầu cơ quan tình báo quân sự Liên Xô, GRU, và Phó ủy viên nhân dân Quốc phòng Liên Xô, vào ngày 14 tháng 4 năm 1939. Ngay sau khi được bổ nhiệm, ông nhận được thông tin tình báo rằng chế độ Đức Quốc xã đang có kế hoạch xâm lược Ba Lan và muốn mở các cuộc thảo luận bí mật với Moskva. Kết quả là hiệp ước không xâm lược được ký kết vào tháng 8 năm 1939, trước khi Ba Lan bị chia cắt. Trước cuộc tấn công của Liên Xô vào Phần Lan, vào năm 1940, Proskurov đã thị sát chiến tuyến của Liên Xô và đưa ra kết luận gay gắt về sự chuẩn bị sẵn sàng của Hồng quân, điều này khiến ông ta phải nhận sự thù địch của Ủy viên nhân dân Quốc phòng mới được bổ nhiệm, Semyon Timoshenko. Sau sự sụp đổ của Phần Lan, khi Hội đồng Quân sự họp vào tháng 4, Proskurov từ chối chấp nhận đường lối của Stalin mà cho rằng trí thông minh kém là nguyên nhân đáng trách.
Proskurov đã gửi báo cáo đầu tiên cho Stalin, Vyacheslav Molotov và Nguyên soái Timoshenko vào ngày 6 tháng 6 năm 1940, cảnh báo rằng ngay khi Pháp buộc phải đầu hàng, quân Đức sẽ bắt đầu chuẩn bị một cuộc xâm lược Liên Xô. Ngày 19 tháng 6, ông tiếp tục cảnh báo về việc quân Đức đang xây dựng ở biên giới Litva. Điều này mâu thuẫn với niềm tin không thể lay chuyển của Stalin rằng Hitler sẽ tôn trọng hiệp ước không xâm lược.

## Bị đàn áp
Proskurov bị sa thải vào tháng 7 năm 1940, và được thay thế bởi Filipp Golikov mềm dẻo hơn. Ông ngồi chơi xơi nước cho đến tháng 10, khi được giao vai trò cấp cao là quản lý phi công máy bay ném bom. Ngày 4 tháng 4 năm 1941, Stalin gửi cho Timoshenko một bức thư nói rằng Proskurov bị bắt, nhưng quyết định này bị trì hoãn, và vào ngày 19 tháng 6, ông được bổ nhiệm làm chỉ huy không quân của Tập đoàn quân 7. Ông đã không nhận lệnh khi quân Đức tấn công và đã bị bắt vào ngày 27 tháng 6 khi đang ở mặt trận phía bắc, Karelia. Ông là một trong số rất nhiều cựu sĩ quan quân đội bị bắn vào ngày 28 tháng 10 năm 1941.

## Giải thưởng
- "Sao vàng" Anh hùng Liên Xô (1937)
- Huân chương Lenin (1937)
- Huân chương Cờ đỏ (1937)
- Huân chương Sao đỏ (2 lần; 1936, 1940);

## Lược sử quân hàm
- Thượng úy (1935)
- Thiếu tá (vượt cấp, 1937)
- Đại tá (vượt cấp, 1937)
- Lữ đoàn trưởng (1938)
- Sư đoàn trưởng (1939)
- Trung tướng không quân (1940)